# Jósup
Die Jósup ist eine Personenfähre der Sp/f Mykines, Sørvágur, Färöer. Die Erstfahrt fand am 7. Juni 2013 statt.

## 36 Sørvágur – Mykines
Die Jósup verkehrt im Auftrag der Strandfaraskip Landsins zwischen Sørvágur und Mykines. Die Überfahrt dauert 45 Minuten.